# Santiago (cartunista)
Neltair Rebés Abreu (Santiago - 1950), conhecido como Santiago, é um caricaturista brasileiro.
Em 1970 mudou-se para Porto Alegre, trabalhando como desenhista técnico na indústria. Ingressou na Faculdade de Arquitetura, onde ganhou o apelido de "Santiago", que terminou adotando como pseudônimo nos jornais estudantis, para fugir da censura política vigente naqueles anos.
Publicou pela primeira vez no suplemento humorístico O Quadrão, do jornal Folha da Manhã. Começou a trabalhar profissionalmente na Folha da Tarde, onde fez por nove anos a charge editorial do jornal, até o seu fechamento. Colaborou ainda para o Correio do Povo, Coojornal, Pasquim e para O Estado de S. Paulo. É autor de seis livros.
Santiago teve uma infância que se desenrolou em um período em que não era tão simples encontrar brinquedos disponíveis à vontade. No entanto, esse período moldou sua criatividade e habilidade de transformar momentos comuns em diversão, características que mais tarde desempenhariam um papel crucial em sua carreira artística. Em uma entrevista para o Museu da Pessoa, ele compartilha suas memórias...
"Ah, eu sou do tempo que não tinha brinquedos, a gente inventava os brinquedos, né? É, bodoque, que a gente fabricava. Estilingue, que se diz no centro do país, né? Bodoque, aro de roda, uma coisa como se diz hoje, é uma coisa pré-histórica, fazer um brinquedo com aro, que se caminhava com arame, esse tipo de coisa, né? Futebol também, evidentemente que tinha bastante. Mas se, se, se inventava muita brincadeira. Tinha uma brincadeira muito maluca que inventava, e eu era cobaia dessa brincadeira de meus irmão, que era me botarem dentro de um pneu, enrolarem o pneu, iam rodeando assim... Então, tenho um irmão que diz até hoje que eu aprendi a ver o mundo de cabeça pra baixo assim (Risos)."

## Prêmios[2]
É ganhador de vários prêmios nacionais e internacionais. Recebeu cinco prêmios no Concurso Anual de Cartuns do jornal japonês Yomiuri Shimbun, um deles, em 1989, o cobiçado Grand Prix, o prêmio máximo de onze mil dólares.
Ganhou dez vezes o prêmio ARI da Associação Rio-grandense de Imprensa para a melhor charge editorial. No Salão Internacional de Humor de Piracicaba foi premiado cinco vezes, até ser escolhido "presidente de honra", em 1991.
Em 1988 a agência de notícias Sofia Press, da Bulgária, lhe concedeu o primeiro lugar no concurso pacifista Guerra à Guerra. Recebeu ainda alguns troféus em salões do Canadá, Alemanha e Turquia.
Recebeu vários prêmios por charges publicadas no Extra Classe.